# Eau sauvage

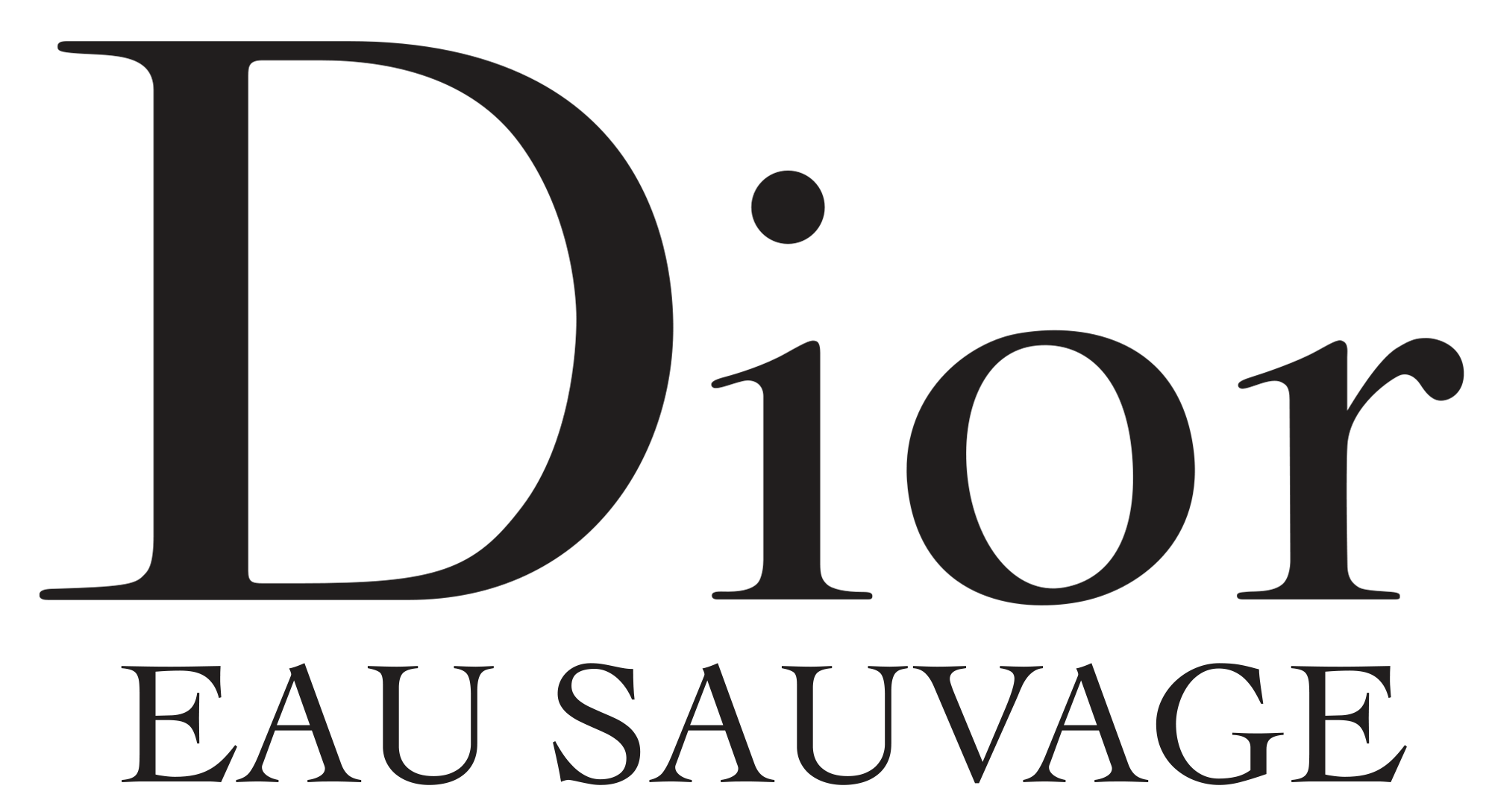

Eau sauvage est un parfum des Parfums Christian Dior, créé par le « nez » Edmond Roudnitska en 1966. Pierre Camin créa le flacon. C'est une eau tonique qui développe des senteurs boisées avec des notes de citron, romarin, petitgrain et de basilic ou de vétiver. Ce parfum contient de l’hédione, un composé aromatique découvert dans les années 1960, qui possède une note de « jasmin frais ».

## Histoire
La première version du parfum ne séduit pas le panel de consommateur testé, et il faut alors simplifier le jus, aux accents floraux, pour qu'il soit prêt à être lancé. François Demachy, actuel parfumeur créateur de Dior, commente : « On fait du nouveau avec du classique et une touche improbable d'hédione, une molécule issue du jasmin, dont c'est la première utilisation à grande échelle ». Alors que les hommes des années 1960 se parfument surtout avec de l'eau de Cologne, Eau sauvage fait figure de nouveauté, notamment parce que la publicité livre une image d'un homme toujours viril mais moins machiste, dont la posture s'est « féminisée » ; il fait partie de la famille « hespéridé aromatique ».

## Publicité
Premier parfum pour homme de la marque, Eau sauvage est devenu l'un des grands classiques du marché en France puisqu'il est, suivant les années, le deuxième ou troisième parfum le plus vendu. Pour promouvoir le parfum, la marque Dior a fait appel à René Gruau, la photographe Dominique Issermann, mais aussi ces dernières années aux personnages de bande dessinée Largo Winch ou Corto Maltese, et à des stars comme Zinédine Zidane, Johnny Hallyday ou Alain Delon (2009), avec notamment comme slogan « Méfiez-vous de l'eau qui dort ».

## Variantes
- Une première variante, Eau sauvage extrême, empaquetée en noir, a été commercialisée.
- Une autre variante du parfum, Eau sauvage fraicheur cuir, a été créée par François Demachy et lancée en 2007[10].
- Une version premium est lancée en 2012[7].

## Postérité
Parmi les parfums influencés : 
- Eau neuve de Lubin (1968)
- Bravas de Shiseido (1969)
- Trophée de Lancôme (1982)
- Eau Sauvage Extrême de Dior (1984)
- CK One de Calvin Klein (1995)
- Paco de Paco Rabanne (1996)
- Montana homme de Montana (2001)